# Orion (constelação)
Orion, Orião, Órion ou Oríon é uma das oitenta e oito constelações modernas. O genitivo, usado para formar nomes de estrelas, é Orionis. Está localizada no equador celeste e, por este motivo, é visível em praticamente todas as regiões habitadas da Terra. A época mais favorável para sua observação se dá principalmente nas noites de verão no hemisfério sul, ou inverno no hemisfério norte, em dezembro e janeiro.
A constelação de Órion é notável pela presença de muitas estrelas brilhantes, que formam figuras de fácil reconhecimento. A gigante azul Rígel e a gigante vermelha Betelgeuse apresentam maior brilho e, juntamente com Bellatrix e Saiph compõem o quadrilátero principal. Em seu centro figuram Alnitak, Alnilam e Mintaka, três estrelas de brilho similar alinhadas que constituem o Cinturão de Órion, asterismo conhecido popularmente como Três Marias.
Órion também possui numerosos objetos do céu profundo, sobretudo nebulosas. A mais notável é a Nebulosa de Órion, única visível a olho nu que, a cerca de 1 500 anos-luz, é uma das regiões de formação estelar mais próximas. A constelação também abriga outras nebulosas emblemáticas, incluindo a Nebulosa escura Cabeça de Cavalo e a Nebulosa da Chama, além de muitas outras nuvens que compõem o Complexo de Nuvens Moleculares de Órion. De fato, muitas das estrelas gigantes azuis originaram-se dessas nuvens moleculares e hoje iluminam o material remanescente.
A constelação abriga o radiante de uma chuva de meteoros denominada Oriônidas, cujo pico acontece no final de outubro quando a Terra cruza com os fragmentos deixados pelo cometa Halley.
Por ser um conjunto proeminente de estrelas, foram atribuídos vários significados à constelação por diversas culturas em todo o mundo. Sua denominação moderna provém do personagem da mitologia grega Órion, o caçador, que, segundo algumas versões, se apaixonou pela deusa Ártemis, mas foi morto por um escorpião e eternizado nos céus sob a forma de constelação. Órion figura na esfera celeste segurando um porrete na mão direita e uma pele de leão (ou escudo) no braço esquerdo.

## Características
Órion é uma das oitenta e oito constelações modernas. É uma das constelações mais facilmente reconhecíveis pela quantidade de estrelas brilhantes presentes e a presença de asterismos facilmente distinguíveis. Estende-se por uma área de 594 graus quadrados na esfera celeste, correspondendo a somente 1,4% de todo o céu, sendo a vigésima sexta constelação em ordem de área. Em sentido horário limita-se com Gemini (Gêmeos), Taurus (Touro), Eridanus (Rio Erídano), Lepus (Lebre) e Monoceros (Unicórnio).
O equador celeste corta o centro da constelação, o que a torna visível em praticamente todas as regiões habitadas da Terra, desde a latitude 74°N até 67°S. A melhor época para observação da constelação é durante o mês de janeiro (inverno no hemisfério norte e verão no hemisfério sul). Uma das formas mais fáceis de se localizar Órion é encontrar o asterismo do Cinturão de Órion, popularmente conhecido como Três Marias, uma série de três estrelas alinhadas e igualmente espaçadas (Alnitak, Alnilam e Mintaka). Este asterismo situa-se no centro de um quadrilátero de estrelas brilhantes. Uma das estrelas mais brilhantes deste quadrilátero, chamada Betelgeuse, apresenta um brilho vermelho característico. No canto oposto, destaca-se Rígel com um brilho azulado. As outras duas estrelas são Bellatrix (próxima a Betelgeuse, sendo que estas duas formam os ombros do caçador) e Saiph (que, junto com Rígel, são seus pés ou joelhos). Um conjunto de estrelas de menor brilho enfileiradas pouco ao sul do cinturão constituem a espada de Órion. Próximo a Bellatrix uma série de estrelas forma o escudo do caçador, enquanto que, a partir de Betelgeuse, outras estrelas de menor brilho formam seu braço levantado. Ainda, pouco acima da linha entre Betelgeuse e Bellatrix, a estrela Meissa representa a cabeça do caçador.

### Navegação
A constelação de Órion, por estar repleta de estrelas brilhantes, pode servir como guia para se encontrar outras estrelas importantes no céu. Formando-se uma linha imaginária partindo de Rígel e passando por Betelgeuse encontra-se Pólux e Castor, as estrelas mais brilhantes de Gêmeos. As três estrelas do cinturão apontam para Sirius, a estrela mais brilhante do céu em Cão Maior e, na direção oposta, guiam até Aldebaran, uma estrela avermelhada em Touro. Outra linha, partido de Bellatrix e passando por Betelgeuse leva a Procyon, a principal estrela da constelação de Cão Menor. Betelgeuse, Sirius e Procyon formam o asterismo do Triângulo de Inverno (no hemisfério norte, verão no hemisfério sul), facilmente reconhecível.

## Objetos celestes
A constelação de Órion é notável pela diversidade de objetos celestes presentes. São muitas nebulosas presentes na constelação, incluindo a Nebulosa de Órion, a mais brilhante de todo o céu, visível a olho nu. Esta abundância deve-se à presença do Complexo de Nuvens Moleculares de Órion relativamente próximos ao nosso planeta. Estas nuvens também foram o material de origem de muitas das estrelas mais brilhantes da constelação. De fato, a constelação é abundante na quantidade de estrelas gigantes azuis, algumas das mais brilhantes visíveis, como Rígel e Bellatrix. Betelgeuse, uma gigante vermelha, também inclui-se nesta lista.

### Estrelas

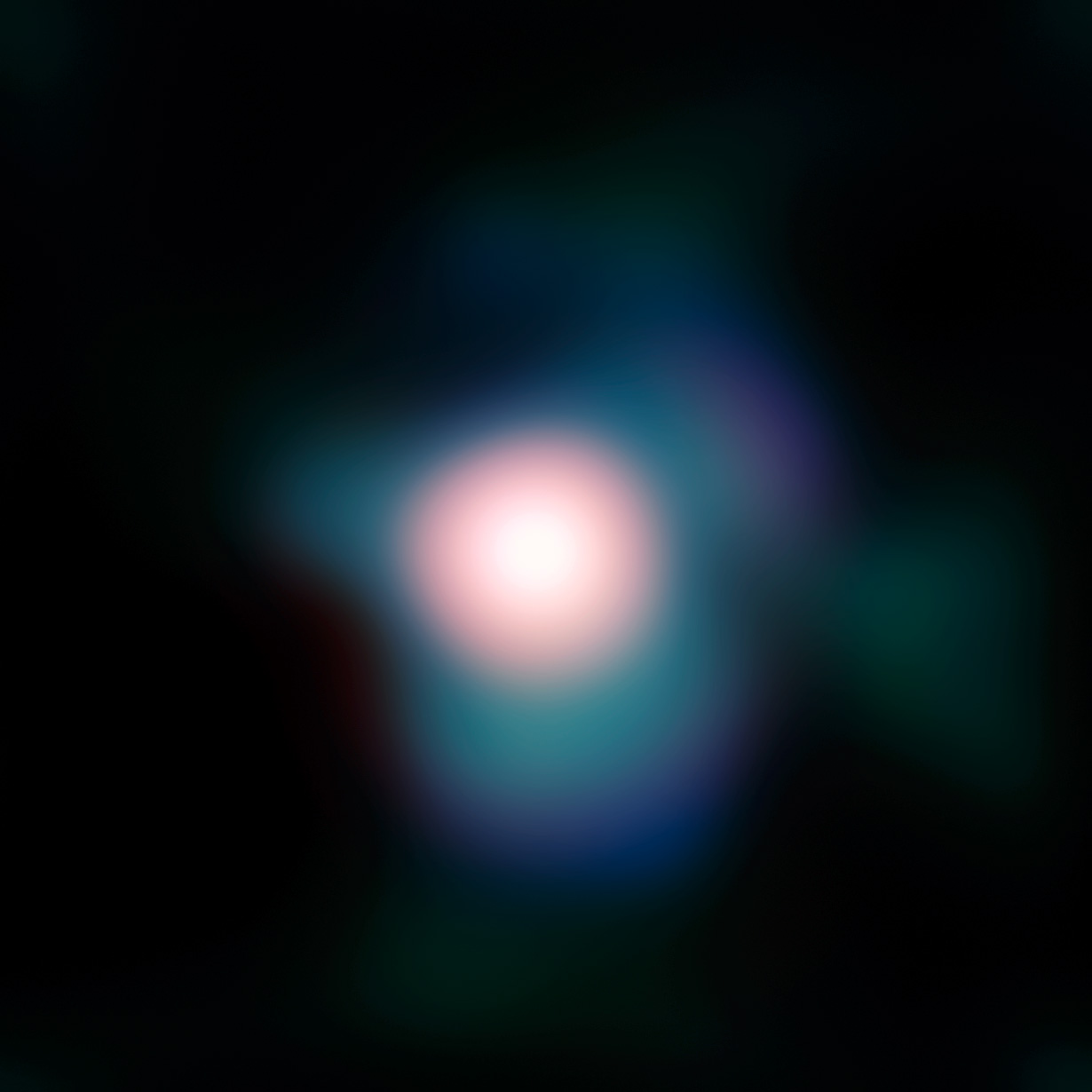
Betelgeuse fotografada pelo VLT do Observatório Europeu do Sul, onde distinguem-se o disco estelar e a nuvem de gás e poeira ao seu redor.

A constelação de Órion é notável pela quantidade de estrelas facilmente distinguíveis concentradas em uma região do céu. Uma das principais é Betelgeuse (Alfa orionis), uma estrela de primeira magnitude caracterizada por seu brilho avermelhado. De fato trata-se uma estrela supergigante vermelha que, se colocada no lugar do Sol, se estenderia para além da órbita de Marte. Sua extensão é tamanha que é possível distinguir seu disco estelar mesmo estando a 430 anos-luz de distância. São percebidas no disco estelar regiões com maior brilho e, ao seu redor, nuvens de gases e poeira, que são responsáveis pela variação errática do seu brilho. Sua coloração avermelhada e características indicam que Betelgeuse está num estado evolutivo avançado, quando o hidrogênio praticamente se exauriu de seu interior.

Órion, estando em seu centro o famoso asterismo das Três Marias. A estrela laranja no topo (seta) é Betelgeuse, à sua direita, Bellatrix, no canto inferior, descendo em linha reta, Rígel e, à sua esquerda, Saiph, que formam o quadrilátero principal da constelação. No topo da imagem, com brilho menor, Meissa

Rígel, embora na designação de Bayer seja denominada Beta Orionis, é a estrela mais brilhante da constelação. Apesar de estar a quase o dobro de distância em comparação com Betelgeuse, a supergigante azul possui um notável brilho, 40 000 vezes mais intenso que o brilho do Sol, apresentando uma magnitude visual de +0,13. Rígel possui ainda duas estrelas companheiras menores, ofuscadas pelo brilho da estrela principal. Ao lado de Rígel, a estrela Saiph (Kappa Orionis), de segunda magnitude, é de fácil reconhecimento. Também uma estrela supergigante, emite um brilho branco azulado. No entanto, apesar da distância e tamanho comparável, seu brilho é menor que de Rígel pelo fato de que boa parte da energia emitida pela estrela se encontra na faixa do ultravioleta. Bellatrix (Gama Orionis), de segunda magnitude é a terceira estrela mais brilhante da constelação, com aspecto branco azulado, classificada de acordo com suas características espectrais como uma estrela gigante com temperatura da ordem de 22 000 K, embora seu tamanho seja substancialmente menor que as demais componentes do grupo, com apenas nove massas solares.
Eta Orionis, localizada a sudeste do cinturão principal, é na verdade um sistema quádruplo composto por duas estrelas massivas azuis, além de uma estrela menor que, ao eclipsar a estrela principal, causa uma queda de 0,15 na magnitude visual da estrela, bem como outra estrela mais afastada das demais. Sigma Orionis ao sul de Alnitak, é um sistema estelar múltiplo com brilho de quarta magnitude. O par principal (Sigma Ori A e B) é composto de duas estrelas gigantes azuis. Outro par (Sigma Ori D e E) são estrelas anãs menores, sendo que a última apresenta teor de hélio anormalmente alto. Sigma Ori C é uma anã com brilho fraco em comparação com as demais, de nona magnitude.
No catálogo de Bayer, Pi Orionis é composto de um conjunto de sete estrelas de brilho menor enfileiradas em sequência que formam o escudo de Órion. O grupo, no entanto, apresenta componentes bem distintos. Pi1 Orionis e Pi2 Orionis são estrelas anãs com magnitudes de 4,60 e 4,35, respectivamente. Pi3 Orionis, também é uma anã branca, situada a apenas 26 anos-luz da Terra. Pi4 Orionis, por sua vez, é um sistema binário composto por uma gigante e uma subgigante azul, a mais de 1 250 anos-luz de distância. Pi5 Orionis situa-se ainda mais longe, a 1 342 anos-luz. Por fim, Pi6 Orionis é uma estrela gigante laranja a quase mil anos-luz.

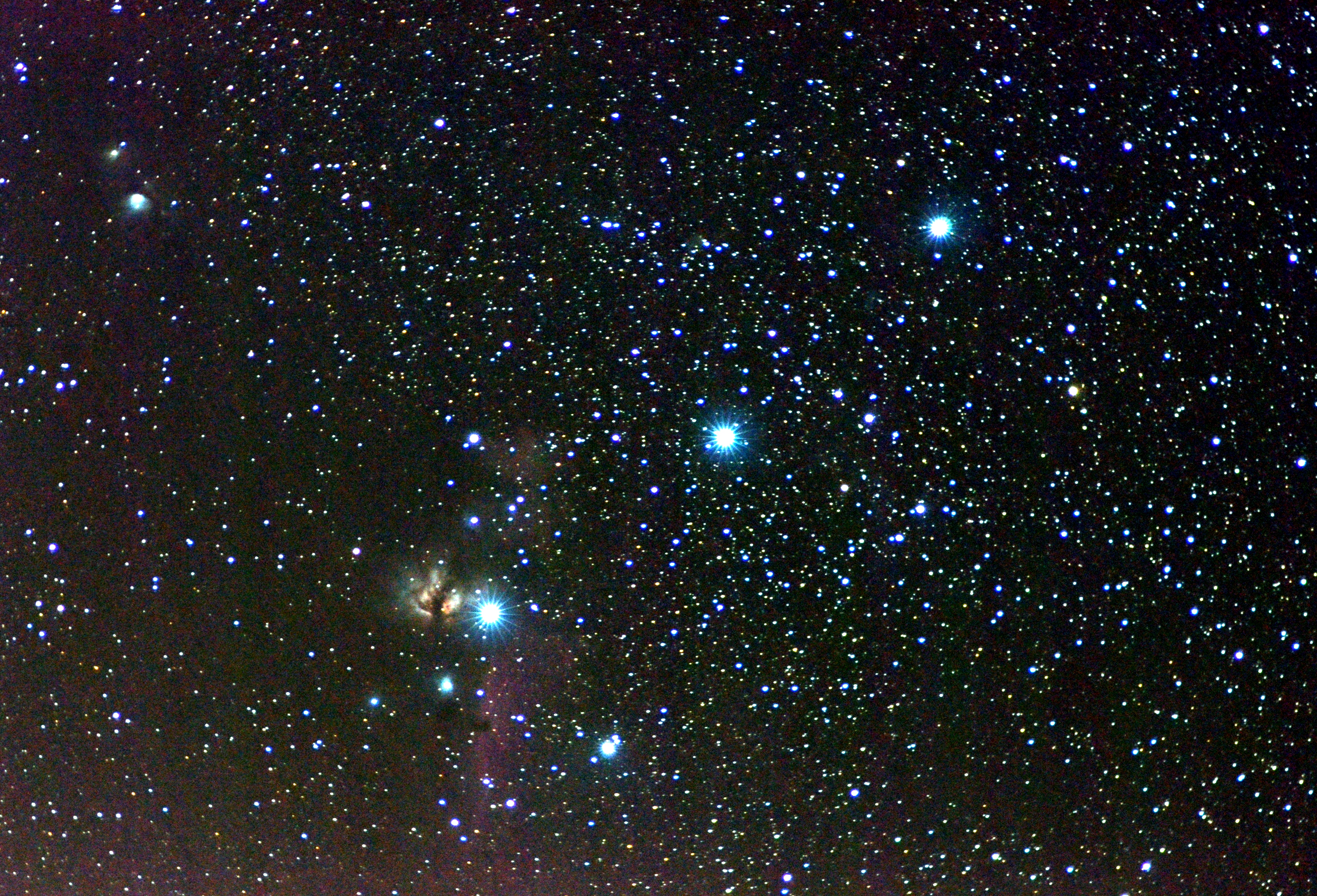
Alnitak, Alnilam e Mintaka (da esquerda para direita) são os componentes do cinturão de Órion

No entanto, uma das características mais distintas da constelação de Órion é o seu cinturão, formado por três estrelas similares alinhadas com aproximadamente a mesma distância visual. Mintaka (Delta Orionis) Alnilam (Epsilon Orionis) e Alnitak (Zeta Orionis) possuem um brilho similar branco azulado. No entanto, Mintaka e Alnitak são sistemas binários com distância de aproximadamente 800 anos-luz. Alnilam, por sua vez, situa-se a mais de 1 300 anos-luz da Terra e, mesmo assim, é a mais brilhante do trio por ser uma supergigante azul, que supera em 375 000 vezes a luminosidade do Sol.
Ao sul do cinturão de Órion situa-se outro asterismo, a espada de Órion, com algumas estrelas de menor brilho visualmente enfileiradas. A mais proeminente é Hatysa (Iota Orionis), com uma magnitude aparente de +2,77, mesmo estando a mais de 1 300 anos-luz de distância. Na verdade trata-se de um sistema quádruplo do qual o principal componente é uma supergigante azul, orbitada por uma estrela menor, mas também gigante e azul, além de outras duas estrelas de menor porte. Iota Orionis é o componente mais brilhante do aglomerado aberto NGC 1980, que contém cerca de duas mil estrelas e está localizado próximo à Nebulosa de Órion, situando-se pouco a frente da mesma, a cerca de mil anos-luz de distância. As duas principais estrelas do sistema Iota Orionis são binárias espectroscópicas, cuja órbita excêntrica seria resultado de encontro de outros dois sistemas binários, sendo que outros dois componentes dos antigos sistemas, AE Aurigae e Mu Columbae foram gravitacionalmente arremessadas em direções opostas para fora do conjunto, passando a ser estrelas em fuga. Nas proximidades estão Theta1 Orionis e Theta2 Orionis sendo que a primeira, quando observada por um instrumento óptico, revela-se como sendo na verdade quatro estrelas que constituem o Alglomerado do Trapézio, um conjunto de estrelas azuis e massivas recém-formadas a partir do material da nuvem molecular circundante, a Nebulosa de Órion.

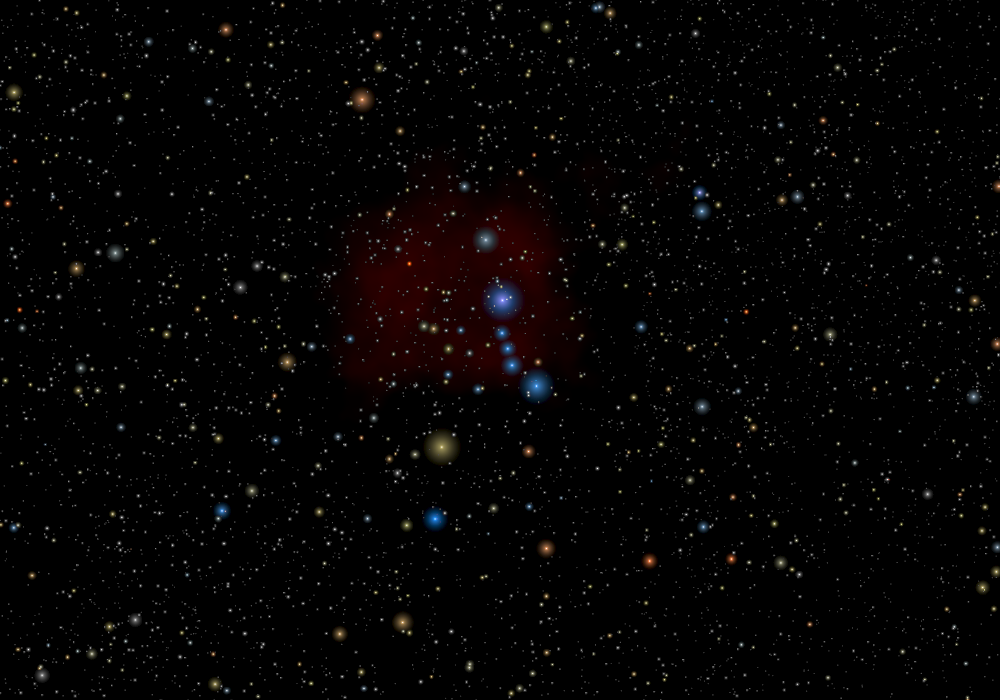
Meissa (mais brilhante no centro) e outras estrelas azuis que fazem parte do aglomerado aberto Collinder 69. Abaixo, também azul, a estrela Phi1 Orionis e abaixo a esquerda, amarela, Phi2 Orionis.

Pouco acima da linha entre Betelgeuse e Bellatrix encontra-se uma estrela de terceira magnitude, Meissa (Lambda orionis), também uma estrela jovem e massiva, de coloração branco azulada. Através de um telescópio, é possível identificar a estrela companheira do sistema binário do qual faz parte, sendo sua companheira menor de sexta magnitude também azul. Meissa faz parte de um aglomerado aberto, Collinder 69, composto de cerca de vinte estrelas jovens.
De fato a multiplicidade de estrelas gigantes, jovens e extremamente brilhantes deve-se ao fato da existência de uma associações estelares denominada Associação OB1 de Órion, de acordo com a classe espectral dominante O e B, com coloração azul e branca. Embora as estrelas não estejam ligadas gravitacionalmente, são consideradas um conjunto por terem se formado na mesma época a partir da mesma nuvem de material interestelar. Esta associação é dividida em quatro subgrupos, um deles incluindo as estrelas principais do cinturão de Órion.
GJ 3379 é a estrela da constelação que atualmente se encontra mais próxima do Sistema Solar, estando a cerca de 17,5 anos-luz de distância. Esta anã vermelha, no entanto, passou a somente 4,30 anos-luz do Sol há cerca de 160 000 anos.
Orbitando as estrelas em Órion já foram detectados sete planetas extrassolares. Dentre os mais notáveis inclui-se o sistema da estrela HD 38529, uma estrela de sexta magnitude que na verdade é um sistema binário, além de possuir dois exoplanetas e um disco de poeira ao redor do sistema.

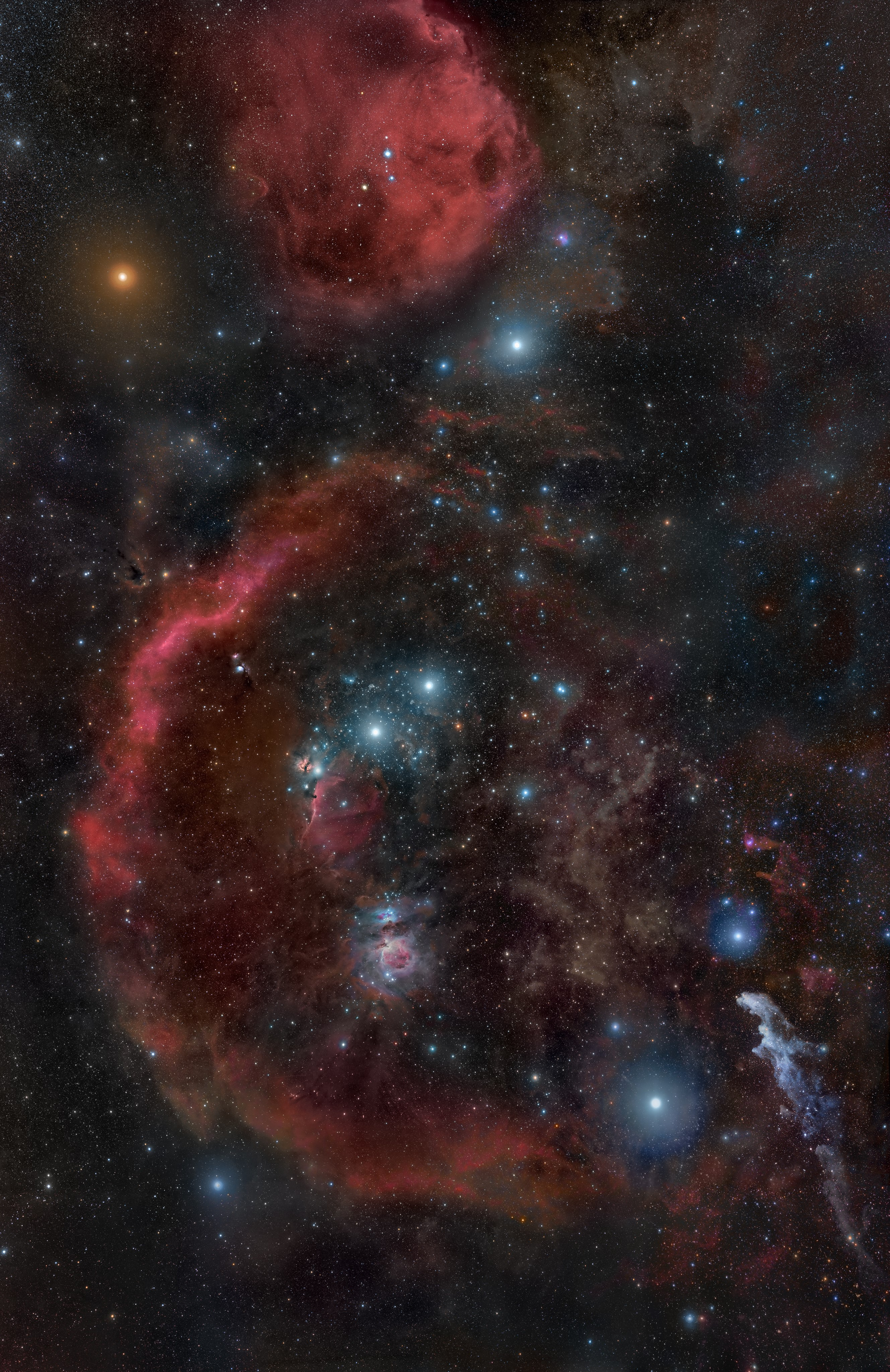
Embora invisíveis a olho nu, Órion apresenta uma grande diversidade de nuvens moleculares. Ao centro o cinturão de Órion e no topo a esquerda a estrela Betelgeuse

### Nebulosas
Na direção da constelação de Órion há uma concentração de nuvens moleculares que formam o Complexo de Nuvens Moleculares de Órion. Constitui-se de nebulosas, nebulosas escuras e estrelas recém-formadas que interagem entre si. Estruturas deste tipo são compostas sobretudo de hidrogênio e são o material a partir do qual ocorre a formação de novas estrelas. Embora existam muitos complexos de nuvens moleculares por toda a Via Láctea, este é o mais próximo do Sistema Solar, estando a cerca de 1 500 anos-luz de distância, no mesmo braço espiral da galáxia em que estamos, o Braço de Órion. Visualmente estende-se por quase toda a constelação.

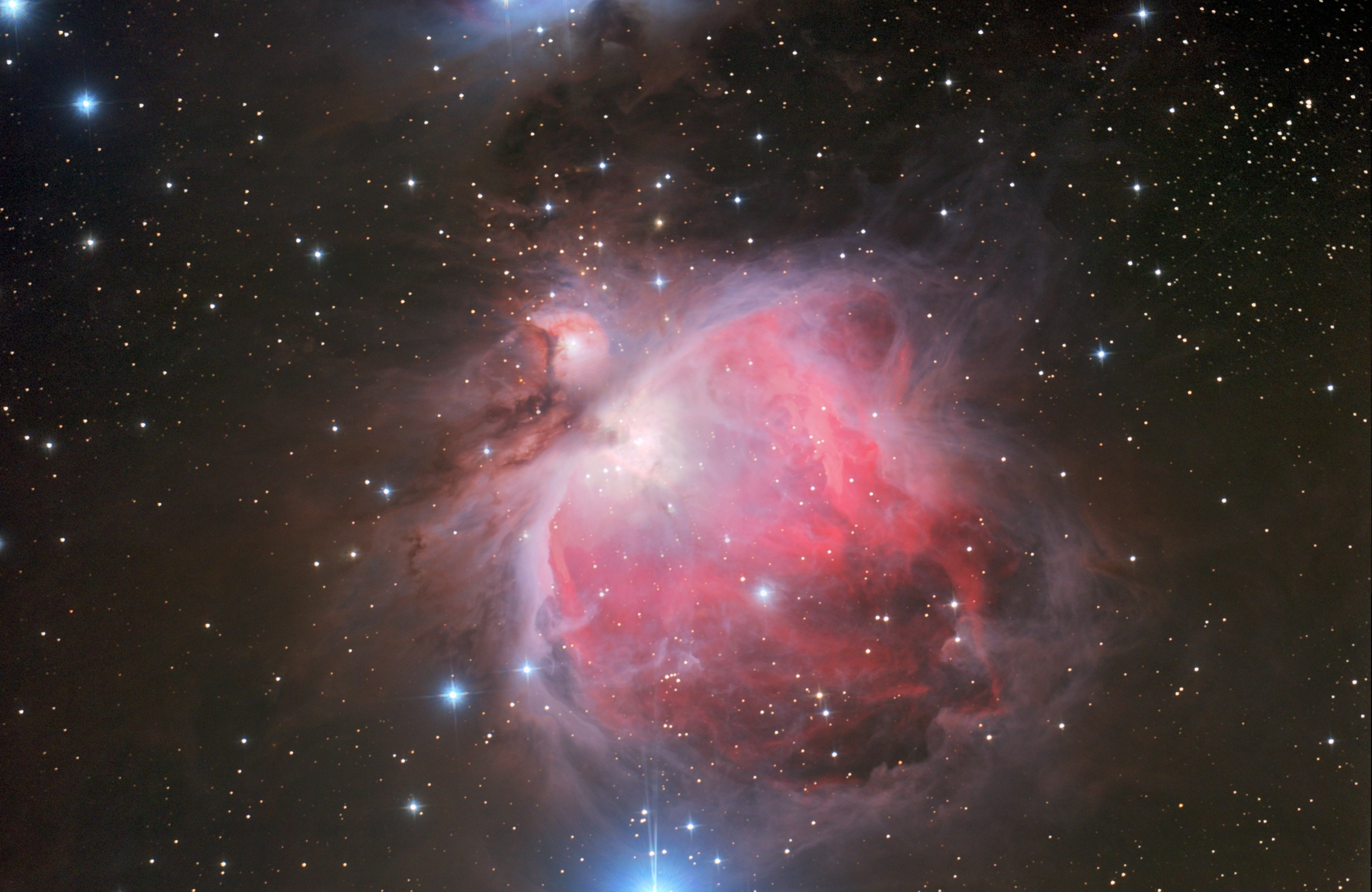
A Nebulosa de Órion.

Uma região menor, mas de especial interesse, localiza-se no asterismo da espada de Órion, ao sul de seu cinturão. a Nebulosa de Órion (Messier 42). Esta é a nebulosa com maior brilho aparente, sendo possível sua observação a olho nu como uma mancha difusa ao redor de Theta1 Orionis, em condições de céu sem poluição luminosa. O seu brilho deve-se ao fato de ser uma zona de formação estelar com cerca de vinte anos-luz de extensão, sendo que o vigor das estrelas massivas e jovens recém-formadas ioniza e ilumina os gases ao seu redor. A Nebulosa de Órion situa-se a cerca de 1 350 anos-luz do nosso planeta. As estrelas do Aglomerado do Trapézio situam-se nas proximidades da nebulosa. Outro objeto do catálogo Messier, M43, constitui outra porção da nebulosa de Órion pouco a norte de seu centro. A constelação de Órion abriga ainda a nebulosa de reflexão M78, uma região de formação de novas estrelas a cerca de 1 400 anos-luz. Sua observação é possível graças à reflexão da luz do sistema estelar triplo HD 38563.
Ocupando a porção oeste da constelação encontra-se o Loop de Barnard, uma complexa nebulosa de emissão que visualmente assume a forma de um semicírculo. Seu brilho provém da do gás hidrogênio ionizado pela radiação emanada das estrelas nas proximidades. O formato aparente da estrutura em forma de bolha possivelmente é o resultando da expulsão dos gases por estrelas energéticas. Ao redor de Meissa, outra nuvem molecular, denominada Anel de Lambda Orionis (Sharpless 264), com diâmetro de mais de 150 anos luz, é iluminada pela imensa energia irradiada pela gigante azul. A origem desta nuvem é incerta, podendo ser tanto o material remanescente da formação de Meissa e suas companheiras quanto o remanescente de uma supernova que explodiu nas proximidades.

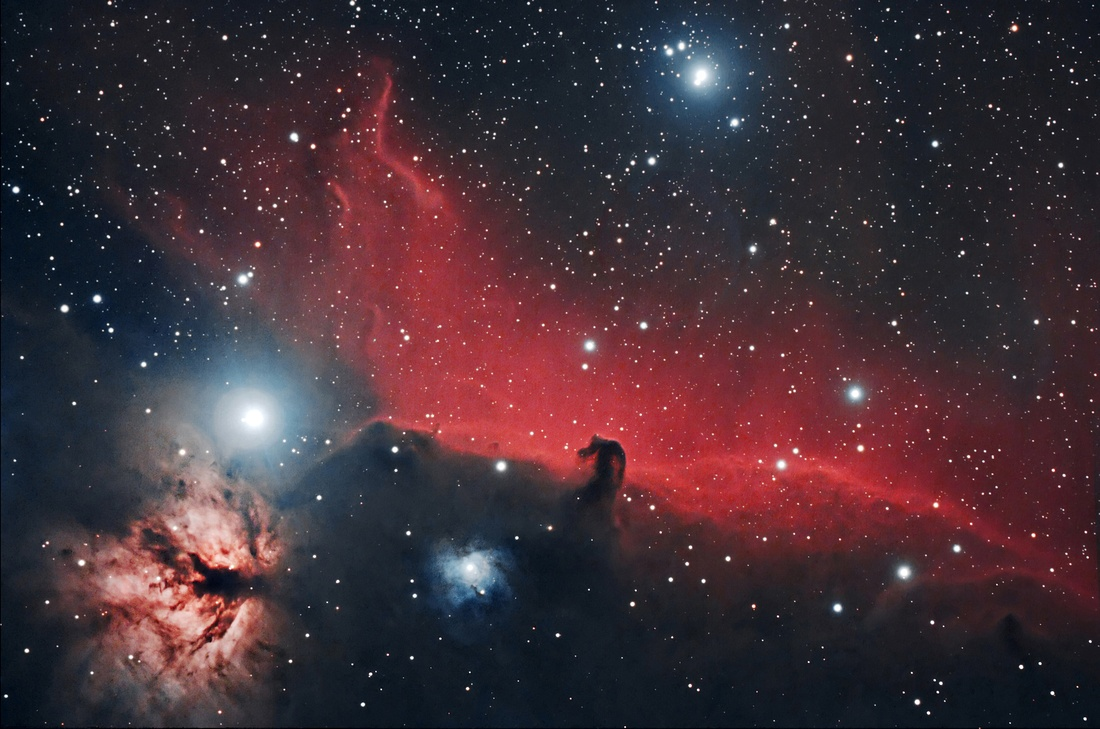
A nebulosa escura Cabeça de Cavalo, a Nebulosa da Chama e NGC 2023 próximas a Alnitak. (Norte para a esquerda)

No entanto, próximo a Alnitak no cinturão de Órion, há uma concentração notável de nebulosas brilhantes e escuras. Uma das mais emblemáticas é a Nebulosa Cabeça de Cavalo (Barnard 33), uma nuvem escura que se projeta e cria uma silhueta em frente à nebulosa de emissão IC 434 que, por sua vez, é iluminada pela estrela Sigma Orionis. Esta nebulosa tem um comprimento total de 18 anos-luz, sendo que a nebulosa Cabeça de Cavalo possui cerca de um ano-luz de extensão. Ao se expandir, a nebulosa escura interage com o meio interestelar, favorecendo o surgimento de estrelas de pequena massa.
A leste de Alnitak está a Nebulosa da Chama, outra nebulosa de emissão com faixas visualmente escuras e opacas ao longo de sua extensão. No entanto, observações em infravermelho mostram intensa atividade de formação estelar. Embora visualmente próxima a Alnitak, a Nebulosa da Chama está a cerca de 1 500 anos-luz, muito atrás da estrela. Próximo ao conjunto está também NGC 2023, uma nebulosa de reflexão que apresenta uma coloração azulada. isto porque uma estrela azul está envolvida em uma espessa camada de gás e poeira mas, mesmo assim, sua luminosidade é suficientemente forte para atravessar a nebulosidade e ser refletida pelas partículas que a compõem

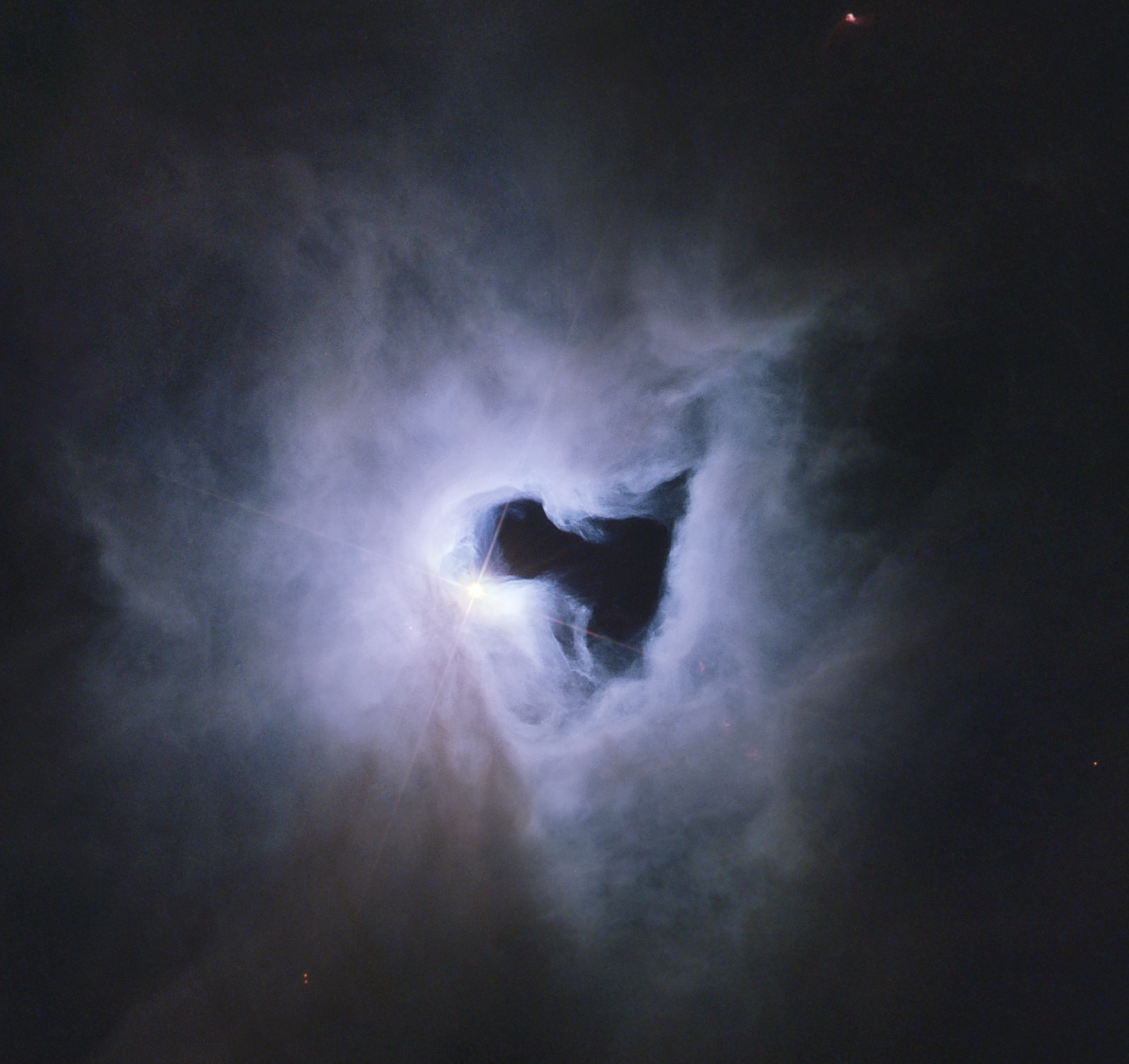
NGC 1999 em Órion, iluminada pela estrela V380 Orionis que parece ter um cavidade em seu interior

Outra nebulosa notável em Órion é a NGC 1999, que é iluminada pela estrela azul V380 Orionis, no centro da nebulosa. A característica mais notável, entretanto, é uma cavidade em sua região central, possivelmente criada por jatos emanando da estrela. No meio da nebulosa estão presentes também ojetos Herbig-Haro, que estão associados à formação de novas estrelas, quando a protoestrela passa a absorver os gases ao seu redor. No entanto, parte dos gases é arremessada em jatos perpendiculares ao disco de acreção, criando ondas de choque no interior da nebulosa.
Outra nebulosa de Órion é a NGC 2022, uma nebulosa planetária resultante da morte de uma estrela comparável ao Sol, com um formato esferoide alongado, com extensão de cerca de um ano-luz e localizada a cerca de cinco mil anos-luz da Terra.

### Galáxias
Apesar da quantidade de nebulosas presentes em Órion, outras galáxias distantes são visíveis na constelação. Dentre elas inclui-se a galáxia elíptica NGC 2110, uma galáxia Seyfert, que possui um núcleo muito mais ativo do que galáxias  comuns, localizada a 107 milhões de anos-luz. Outro exemplo inclui a galáxia espiral barrada NGC 1924, a cerca de 117 milhões de anos-luz.

## Oriônidas

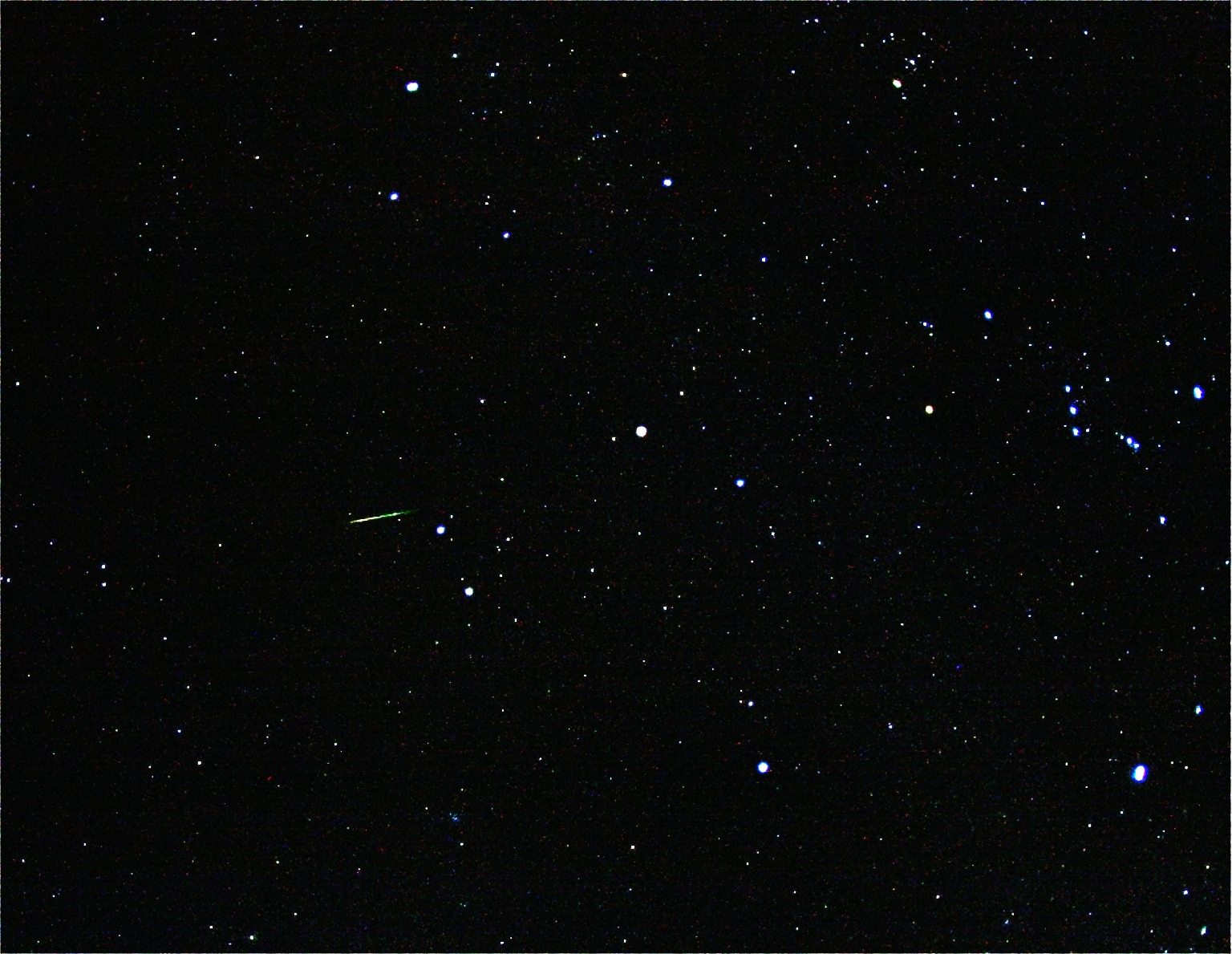
Meteoro de Oriônidas. A direita a constelação de Órion

Oriônidas é uma chuva de meteoros cujo radiante (ponto de onde parecem surgir os meteoros) localiza-se na porção noroeste da constelação de Órion, próximo ao limite da constelação de Gêmeos. Meteoros provenientes desta chuva de meteoros aparecem em outubro, sendo que o pico ocorre entre os dias 20 e 21 do mesmo mês. Eventualmente um segundo pico de atividade ocorre por volta do dia 24. Pelo fato de Órion estar situada próximo ao equador celeste, os meteoros de Oriônidas são visíveis tanto no hemisfério norte quanto no hemisfério sul. A observação ao longo da história indica uma taxa horária zenital de cerca de 25 meteoros, ou seja, são visíveis em média 25 meteoros a cada hora em boas condições.
Os meteoros de Oriônidas são resultado da passagem da Terra pelos detritos deixados pelo cometa Halley, assim como a chuva de meteoros Eta Aquáridas. Atingindo a atmosfera a cerca de 66 km/s, os meteoros produzem riscos longos, rápidos e brilhantes no céu.

## Mitologia
A constelação de Órion é uma das mais proeminentes da esfera celeste, sendo suas estrelas normalmente associadas à figura de um caçador ou guerreiro por muitas civilizações antigas, sobretudo pelo por lembrar uma figura humana. No entanto, a descrição moderna da constelação provém da mitologia grega, em que Órion é um caçador que, após sua morte, foi eternizado pelos deuses como uma constelação.

### Mitologia grega

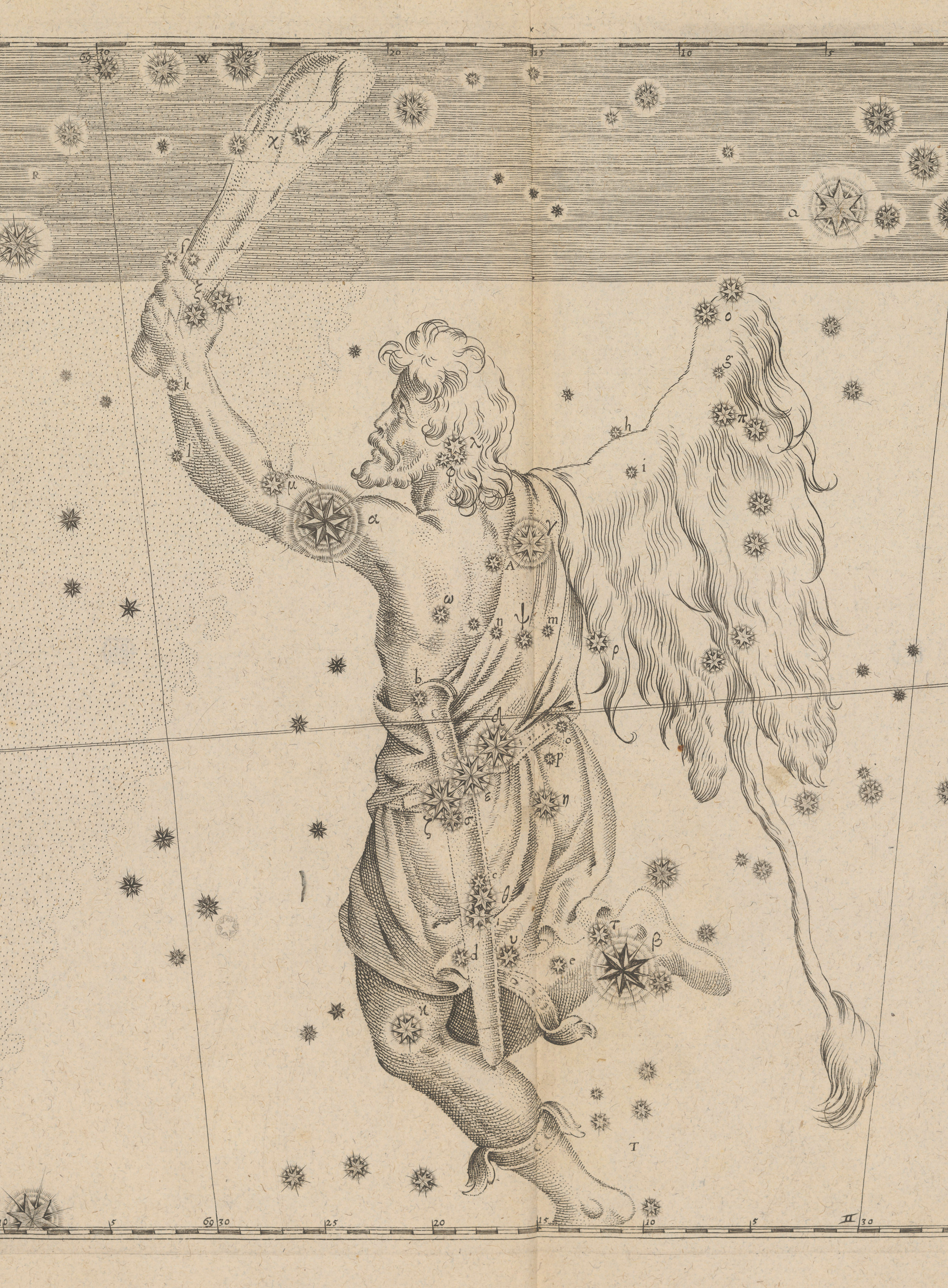
A constelação de Órion como descrita na obra Uranometria de Johann Bayer (1661).

Existem diversas versões diferentes para a história do caçador. Uma das versões afirma que seria filho de Hirieu, rei de Beócia. Quando jovem, Órion teria cortejado Mérope, uma das Plêiades, companheiras da deusa Ártemis, mas ela não teria correspondido. Em outra versão, Mérope teria sido prometida a Órion, embora seu pai, Enopião, rei de Quios (uma ilha no Mar Egeu) adiava a data do casamento. Órion, então, perdeu a paciência com o rei e raptou sua filha. O rei então, por vingança, cegou o caçador. Ele passou, então, a vagar sem nenhum auxílio até que o deus Hefesto sentiu pena e mandou seu auxiliar Cedálion para ajuda-lo. Eles chegaram, então, até os deuses Hélio e Eos que ficaram comovidos e restauraram sua visão. Uma das versões afirma que Órion teria se apaixonado por Eos, o que irritou os deuses que exigiram que Ártemis, a deusa da caça, acertasse o homem com suas flechas. Outra versão conta que Órion teria se apaixonado por Ártemis e planejavam se casar, mas sua relação teria sido sabotada por seu irmão Apolo, que não concordava com a união entre uma deusa e um humano. Apolo desafiara Artemis a acertar um alvo flutuante distante no mar, e a deusa o fez, mas só ao se aproximar viu que sua flecha acertara, na verdade, Órion, conforme Apolo havia planejado.
Em muitas outras versões, no entanto, a vida de Órion termina com uma trágica picada de escorpião, que teria sido colocada em seu caminho por Ártemis, por ter raptado uma de suas seguidoras. Outros contos relatam que Órion dizia conseguir abater qualquer animal, o que não agradou Gaia, que enviou um escorpião para mata-lo. Após sua morte, conforme relatado na maioria das versões, Zeus permitiu que Órion fosse eternizado nos céus a pedido de Ártemis. No entanto, Zeus fez com que o matador (escorpião) e sua vítima ficassem sempre afastados e, por este motivo, as duas constelações nunca aparecem ao mesmo tempo no céu. O caçador figura na esfera celeste segurando um escudo em sua mão esquerda (ou pele de leão) e uma clava em sua mão direita. Acompanhando-o estão seus dois cães de caça (Cão maior e Cão menor), bem como a lebre, sua caça.

### Outras concepções

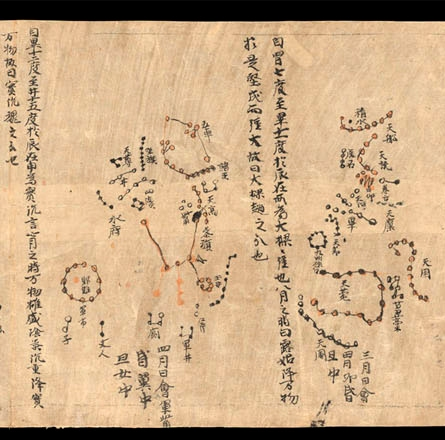
Descrição de Órion na Carta estelar Dunhuang, uma das primeiras representações gráficas do céu na astronomia chinesa, feitas por volta de 700 d.C..

Pelo fato de ser uma constelação proeminente, as estrelas de Órion representam mitos em muitas outras culturas. Os sumérios conheciam a constelação como Sibzianna, um deus pastor, com as estrelas ao redor constituindo seu rebanho. os hititas conheciam a constelação como Aqhat, também o caçador mas que, morto por um homem que queria roubar seu arco a pedido de Anat, deusa apaixonada pelo caçador, caiu no mar. Para os mesopotâmicos era conhecida como Uru-anna (luz dos céus) que lutavam com Gut-anna (touro dos céus, atual constelação de Touro). Os egípcios também atribuíam significado mítico à constelação como sendo uma manifestação de Osíris em sua barcaça no céu.
O cinturão de Órion, por ser um asterismo proeminente, também possui vários significados para diversas culturas. Para os peruanos, por exemplo, a estrela central do cinturão seria um criminoso que estaria sendo perseguido pelas duas estrelas das extremidades, Pata, para captura-lo. De acordo com um mito sul africano, as três estrelas seriam zebras que estariam sendo observadas por um leão feroz (Betelgeuse). Povos da Sibéria e da Mongólia associavam as três estrelas como veados, enquanto nativos norte-americanos associavam as estrelas a ovelhas, antílopes e cervos. Aborígenes no norte da Austrália viam três pescadores numa canoa.
Para os índios tupi-guarani, as estrelas das constelações de Órion e Touro constituem, na verdade, o Homem Velho. Sua cabeça é formada pelo aglomerado das Híades em Touro e as Plêiades representam o penacho amarrado a sua cabeça. Bellatrix constitui a virilha do homem e Betelgeuse, vermelha, representa o local onde a perna do homem foi cortada, enquanto que as estrelas do cinturão e Saiph representam o joelho e o pé da outra perna, respectivamente. Seu braço esquerdo são as estrelas do seu escudo e, na mão oposta estaria um bastão utilizado para se equilibrar. De acordo com o mito dos indígenas, o homem seria casado com uma moça bem mais jovem, mas ela se apaixonou pelo irmão mais novo do marido. Para se relacionar com o cunhado, matou seu marido cortando sua perna direita. Os deuses, com pena, decidiram eternizá-lo em uma constelação.